# Arthur Staats
Arthur Wilbur Staats (Greenburgh, 17 gennaio 1924 – Honolulu, 26 aprile 2021) è stato uno psicologo statunitense.

## Biografia
Fu figlio del carpentiere Frank Staats e di una ebrea emigrata dalla Russia, Jennifer Yollis; suo padre morì quando lui aveva appena tre mesi e pochi giorni dopo che la famiglia era sbarcata a Los Angeles da un viaggio iniziato dalla costa orientale degli Stati Uniti. Sua madre, allora, per guadagnare e prendersi cura dei quattro figli, si adoperò facendo il bucato ai vicini.
Staats a scuola fu uno studente negligente, dedicandosi principalmente allo sport e alla lettura; abbandonò la scuola all'età di diciassette anni per entrare nella marina militare e servì sulla nave da battaglia USS Nevada (BB-36) durante lo sbarco in Normandia. Dopo la fine della seconda guerra mondiale si iscrisse all'Università della California a Los Angeles usufruendo del G.I. Bill.
Nel 1949 conseguì il baccellierato in psicologia, nel 1953 la laurea in psicologia e nel 1956 il dottorato in psicologia generale, sperimentale e clinica. Durante il periodo da ricercatore, Staats conobbe la studentessa del dottorato in psicologia Carolyn Kaiden (n. 1931), che sposò e da cui successivamente ebbe due figli: Jennifer e Peter Sean Staats.
Dopo un periodo di insegnamento all'Università statale dell'Arizona e un periodo in visita all'Università della California a Berkeley e all'Università del Wisconsin, nel 1966 fu chiamato dall'Università delle Hawaii a Mānoa.
Nel 1997 fu collocato a riposo per sopraggiunti limiti di età e nominato professore emerito.

## Attività scientifica
È stato l'inventore della tecnica psicologica denominata "pausa", o time-out, per la gestione del comportamento da parte dei bambini che soffrono di iperattività.

## Opere
- Arthur Staats, Il comportamentismo sociale, traduzione di Ursula Jane Sadler, presentazione di Paolo Meazzini e Aldo Galeazzi, Firenze, Giunti-Barbèra, 1981.